# لاورونس أولوم
لاورونس أولوم (بالإنجليزية: Lawrence Olum)‏ (10 يوليو 1984 بنيروبي في كينيا - ) هو لاعب كرة قدم كيني في مركز الوسط. شارك مع منتخب كينيا لكرة القدم. أما مع النوادي، فقد لعب مع أورلاندو سيتي وسبورتينغ كانساس سيتي وبورتلاند تمبرز وMinnesota Thunder ‏ وPortland Timbers (2001–2010) ‏ ونادي كيدا دارول أمان وSt. Louis Lions ‏ وAustin Aztex FC ‏.

## روابط خارجية
- لاورونس أولوم على موقع الدوري الأمريكي (الإنجليزية)
- لاورونس أولوم على موقع قاعدة بيانات كرة القدم.إي يو (الإنجليزية)
- لاورونس أولوم على موقع ناشيونال فوتبول تيمز (الإنجليزية)
- لاورونس أولوم على موقع Soccerbase.com (لاعب) (الإنجليزية)
- لاورونس أولوم على موقع Soccerway.com (الإنجليزية)
- لاورونس أولوم على موقع عالم كرة القدم.نت (الإنجليزية)
- لاورونس أولوم على موقع AS.com (الإسبانية)